# B. Kovács István
B. Kovács István (Rimaszombat, 1953. július 4. –) szlovákiai magyar régész, néprajzkutató, gömörológus.

## Élete
Kassán érettségizett, majd az Eötvös Loránd Tudományegyetemen néprajz és régészet szakon végzett 1977-ben. 1985-ben ugyanott bölcsészdoktori oklevelet szerzett.
1977–1988 között a rimaszombati Gömör-Kishonti Múzeum régész-muzeológusa. 1988–1990 között a rimaszécsi Honismereti Ház vezetője volt. 1990-1994 között a Gömör-Kishonti Múzeum igazgatója, majd 1995–1999 között a nyitrai Konstantin Filozófus Egyetem tanára. 2000–2002 között a Gömör-Kishonti Múzeum régésze. 2002-ben a Szlovákiai Református Keresztyén Egyház rimaszombati Tudományos Gyűjteményeinek igazgatója lett. 1990-től a Gömör-Kishonti Múzeum Egyesület újraindítója és elnöke, a Gömörország folyóirat alapító főszerkesztője.
Régészeti ásatásai közül kiemelkedik a méhi rézkori temető feltárása. Népköltészeti vizsgálatai az egyéniségkutatás területén hoztak eredményeket.

## Elismerései
- 2001 a budapesti Nemzeti Kulturális Örökség Minisztériuma Széchényi Ferenc-díja
- 2003 a Szlovák Köztársaság Kormányának Ezüstplakettje
- 2004 Posonium Irodalmi Díj
- 2012 A Magyar Kultúra Lovagja
- 2013 Magyar Örökség díj

## Művei
- 1994 Baracai népköltészet. Tóth Balázsné Csák Margit előadásában
- 1998 Szőlő-Szűlt-Kálmány. Öt gömöri hősmese
- 2001 Agyagkenyér. Fejezetek az agyagművesség történetéből Gömörben és Kishontban
- 2002 A méhi istentriász és népe
- 2003 Gömörológia. Írások a történelmi Gömör és Kishont vármegye múltjáról és jelenéről
- 2004 Gömörország. Egy tájhaza arcvonásai tényekben, képekben és gondolatokban
- 2005 Gemersko - Črty tváre regionálnej vlasti vo faktoch, obrazoch a myšlienkach
- 2009 Álomtitkárságom története avagy: „Pisti a vérzivatarban”. Adalékok egy értelmiségi közéleti szolgálatához
- 2010-2012 Rimaszombat. Várostörténeti barangolások I–II.